# Ensenerkerk (Schokland)
L'Ensenerkerk est une ancienne église, située sur la pointe sud de l'ancienne île de Schokland, dans le Zuiderzee. Ses fondations et sa butte, le terp de Zuidpunt, sont un monument national néerlandais.

## Histoire

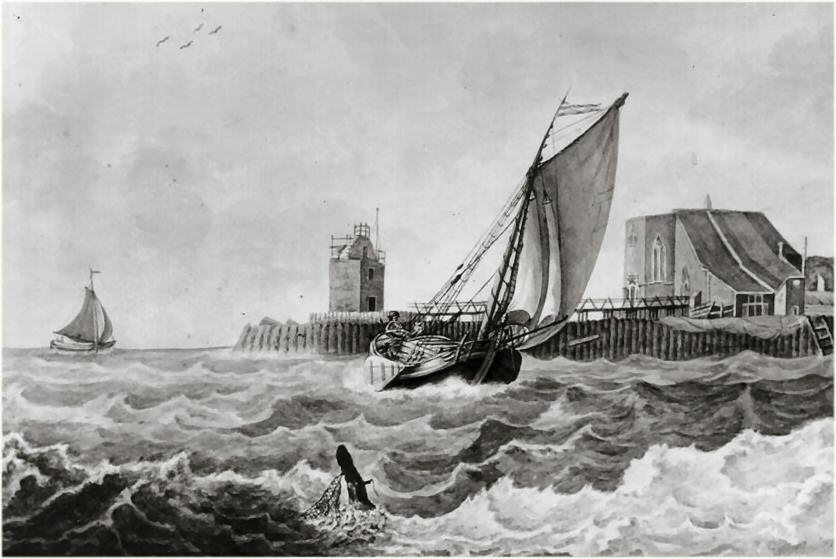
L'Enserkerk (ici, à droite), au début du XVIIe siècle.

L'église est construite au XIVe siècle sur un terp, Zuidpunt, situé sur la pointe sud de Schokland. Les pierres et d'autres éléments ont été récupérés des vestiges d'une ancienne église, située plus au sud de l'île et détruite lors d'inondations.
L'église est aménagée progressivement, elle atteint sa taille définitive au XVIe siècle.
Au début du XVIIIe siècle, le projet de construction d'une nouvelle église, à Middelbuurt, voit le jour. L'ancienne église n'est plus utilisée et est détruite au début du XIXe siècle.

## Le phare
L'église médiévale de la pointe sud de l'île est d'abord utilisée comme un phare pour les bateaux. Au XVIIe siècle, un bâtiment est construit, à l'extrémité sud de l'île. La lumière est produite par la combustion de la tourbe, hissée dans un panier au moyen d'un palan, et dont la combustion est assurée par du charbon de bois.
En 1825, le phare est détruit par la tempête et une nouveau phare est construit, dont les fondations sont encore visibles sur la pointe sud. Les derniers phares de l'île, situés près de Emmeloord, ont une structure métallique. 

## Recherches archéologiques
En juillet 1940, vers la fin de la poldérisation de Noordoostpolder, des fouilles archéologiques préventives sont menées, révélant les fondations de l'ancienne église. Celles-ci sont mises au jour et restaurées. La butte et les fondations de l'église bénéficient du statut de monument national depuis 1980.

## Description
Bien que les maçonneries constituant ses murs soient ruinées à l'arase, les archéologues sont parvenus à restituer les caractéristiques métrologiques et le plan au sol de l'église.
L'église est orientée selon un axe nord-sud. Elle se développe sur 31,5 m de long pour 11 m de large. L'édifice est doté d'une tour dont les côtés mesurent 5,3 × 4,4 m. Le transept s'étend sur une longueur de 10,8 m. Les structures formant le chœur se développent sur 13,5 m de long pour 9.2 de large.

## Galerie

Ensenerkerk
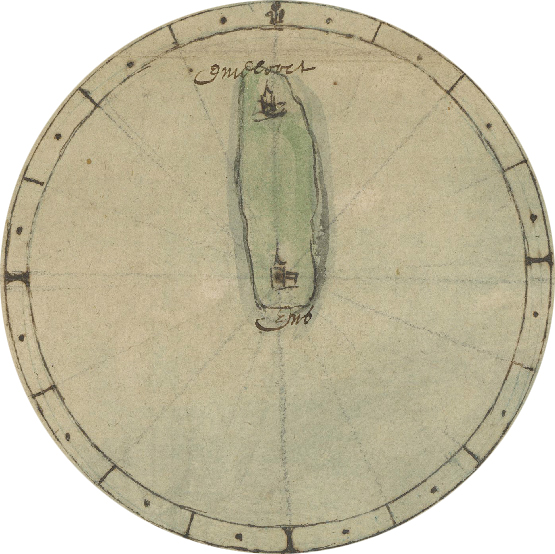
L'église de Ens, sur une carte, vers 1600
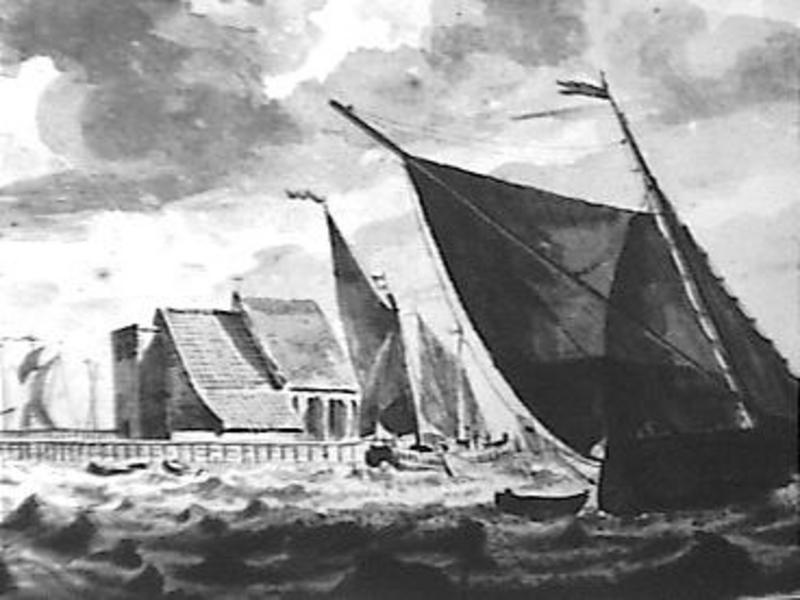
Gravure (1729)
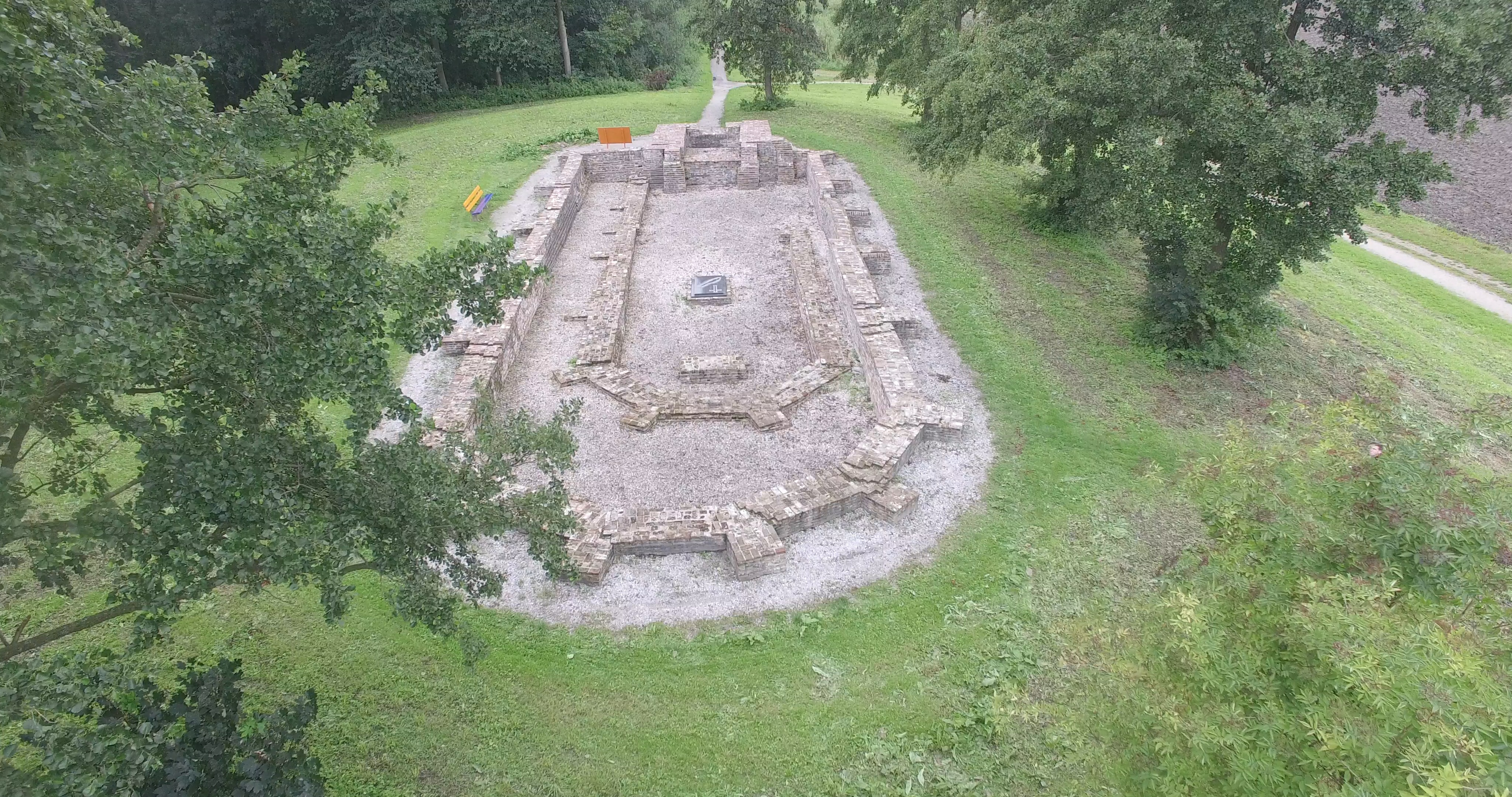
Vue aérienne
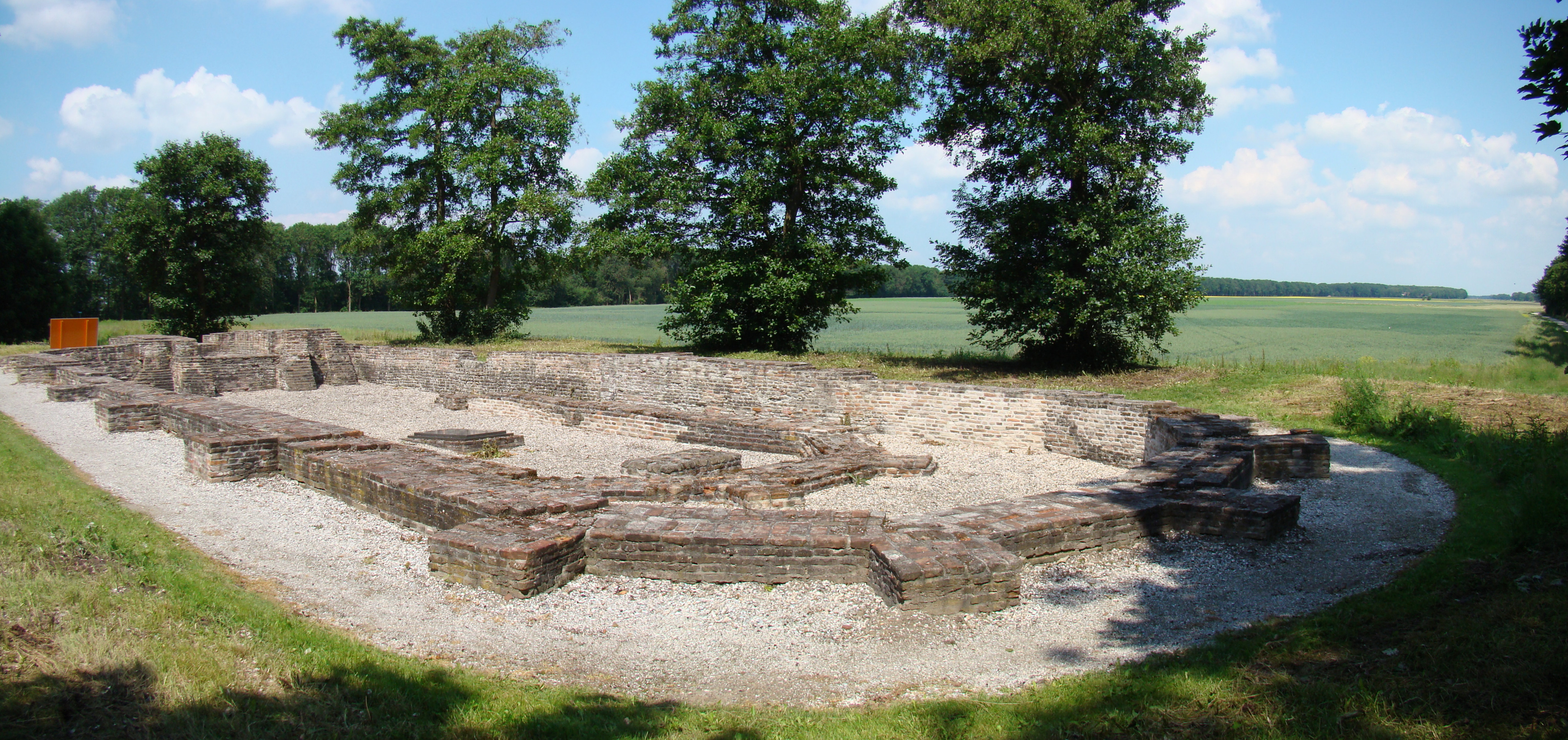
Les fondations vues du sud-est
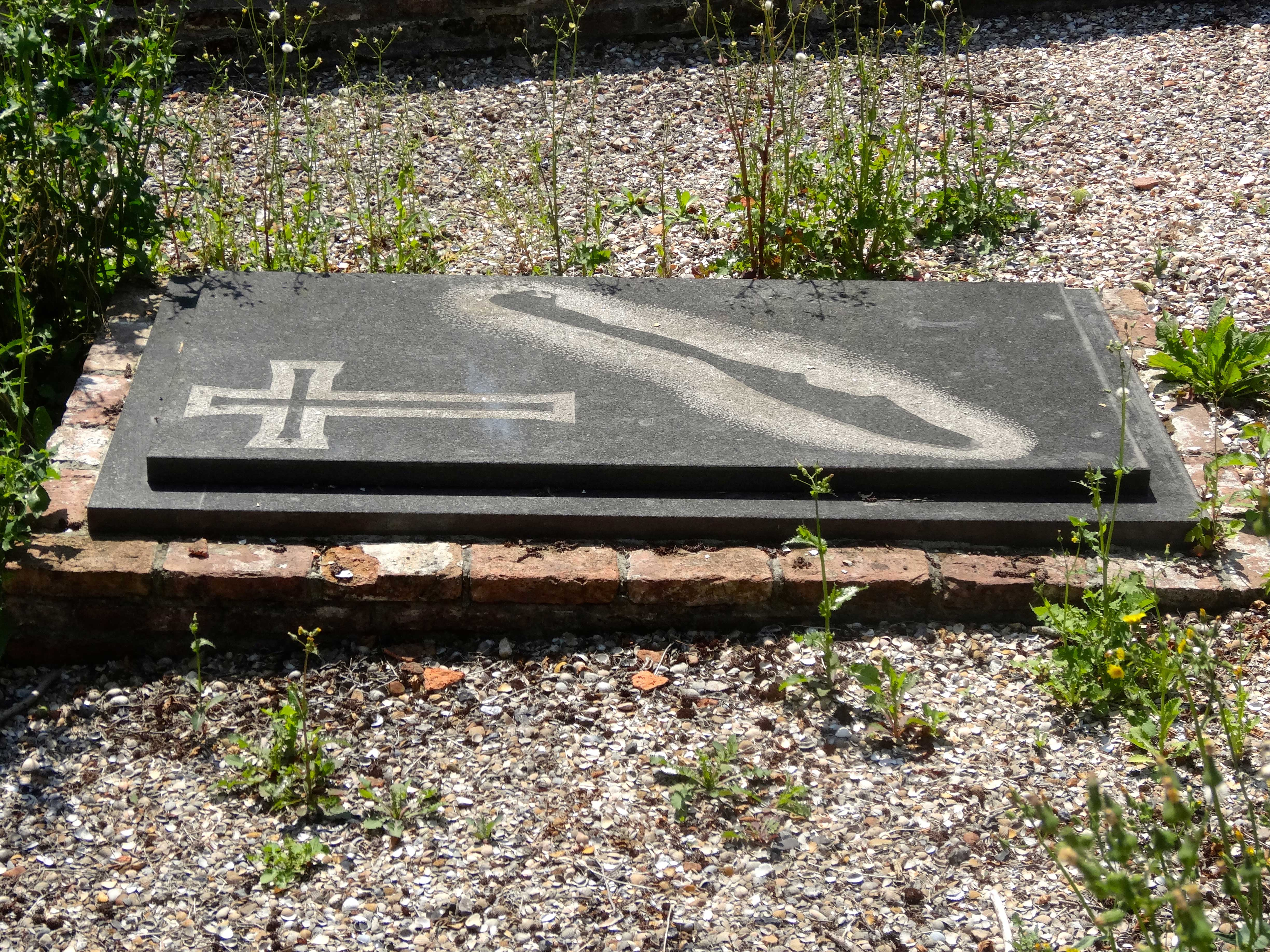
Tombe dans les fondations de l'église